# 双色卷管螺
双色卷管螺（学名：Elaeocyma braunsi），是新腹足目卷管螺科粗切嘴螺属的一种。主要分布于台湾，常栖息在泥沙质海底。